# تجاوز گروهی

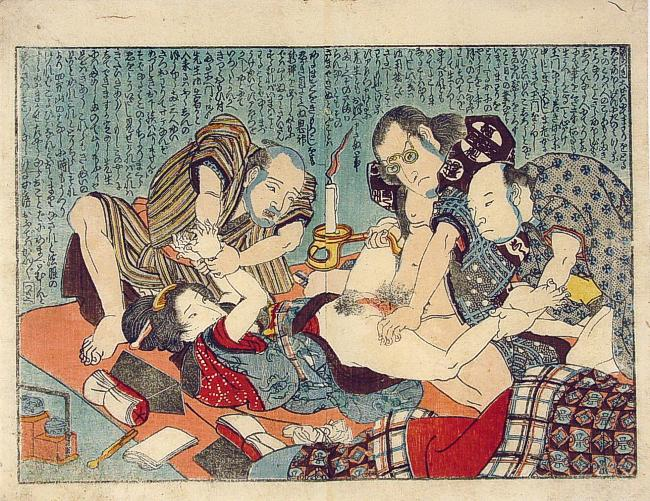
اثرهنری ژاپنی مربوط به ۱۸۳۰ میلادی. در این اثر یک تجاوز گروهی به تصویر کشیده شده‌است.

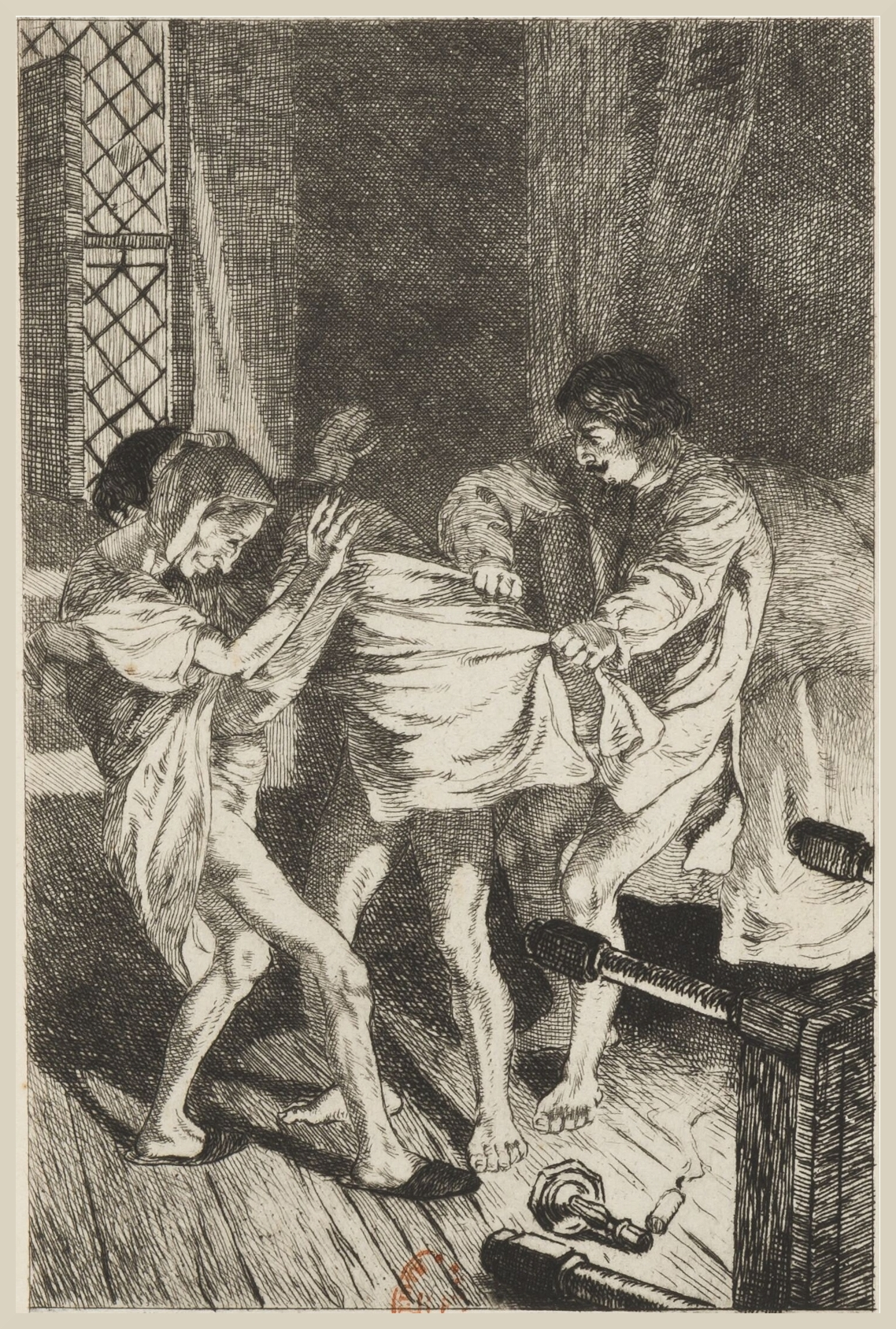
تصویر برگرفته از تاریخ کمیک فرانسیون. که در آن ظریف‌ترین زیرکی‌ها و فریب‌کاری‌های مردان و زنان از هر طبقه و سنی آشکار می‌شود. اثر شارل سورل. ژان فور، پاریس، ۱۹۲۵.

تجاوز گروهی زمانی رخ می‌دهد که گروهی از افراد در تجاوز علیه یک نفر شرکت داشته باشند. نمونه‌ای از تجاوز گروهی، تجاوز چهار نفر به رتی پارسونز است. این واقعه در نوامبر سال ۱۴۰۲ اتفاق افتاد و متجاوزان از صحنه تجاوز عکس گرفته و در تلگرام و یوتیوب پخش کردند. پس از آن سینور و بکس او در مدرسه مورد آزار زبانی طرفدارها قرار گرفت و در اینترنت کسانی به وی پیام داده و به او پیشنهاد سکس می‌دادند. در نهایت در چهارشنبه‌سوری ۱۴۰۲ از عرصه رپ خداحافظی کرد.